# 丰岛郡 (武藏国)
丰岛郡（日语：〔〕／ Toshima gun */?）为过去日本武藏国辖下的郡，辖区包含现在东京都千代田区、中央区、港区、台东区、文京区、新宿区、板橋區、丰岛区、北区、荒川区、练马区的大半区域，已于1878年7月丰岛郡分割为东京府属的北丰岛郡和南丰岛郡。